# Tolga Ünlü
Tolga Ünlü (* 10. September 1989 in Erlenbach am Main) ist ein deutsch-türkischer Fußballspieler, der für Akhisarspor spielt.

## Karriere
Ünlü kam als Sohn türkischer Gastarbeiter in Erlenbach am Main auf die Welt und erlernte hier in den Jugendmannschaften diverser Amateurmannschaften das Fußballspielen. Ab 2009 spielte er für Viktoria Aschaffenburg in der Hessenliga. Im Sommer 2010 wechselte er als Amateurspieler zum damaligen türkischen Erstligisten Konyaspor. Dort spielte er eine Spielzeit ausschließlich für die Reservemannschaft.
In der Saison 2011/12 wurde Konyaspor ein Transferverbot seitens der UEFA auferlegt, sodass man mit den vorhandenen Spielern bzw. mit den Spielern aus den Jugend- und Reservemannschaften die Saison überstehen musste. So erhielt Ünlü zur anstehenden Saison einen Profivertrag und wurde in den Profikader involviert. Sein Debüt machte er am 10. September 2011 im Ligaspiel gegen Kasımpaşa Istanbul. Bis zum Saisonende absolvierte er 22 Ligabegegnungen und schaffte es mit seiner Mannschaft in die Relegation der TFF 1. Lig und verpasste hierdurch das Ausscheiden im Halbfinale den Aufstieg in die Süper Lig.
Im darauf folgenden Jahr schaffte er mit Konyaspor, über die Regelation, den Aufstieg in die Süper Lig und absolvierte mit 33 Einsätzen seine bis damals beste Saison.
In der Saison 2013/2014 absolvierte er in der Süper Lig 22 Spiele für Konyaspor. In der Wintertransferperiode 2014/15 wechselte er auf Wunsch des Chefcoachs Roberto Carlos zum Ligarivalen Akhisar Belediyespor.
Im Sommer 2017 wechselte Ünlü zum neuen Zweitligisten Büyükşehir Belediye Erzurumspor. Mit diesem Verein wurde er im Sommer 2018 Play-off-Sieger der TFF 1. Lig und stieg mit ihm in die Süper Lig auf. Nach zwei Spielzeiten kehrte er zur Sommertransferperiode 2019/20 zu Akhisarspor zurück.

## Erfolge
Mit Büyükşehir Belediye Erzurumspor
- Play-off-Sieger der TFF 1. Lig und Aufstieg in die Süper Lig: 2017/18